# Richard Caton Woodville

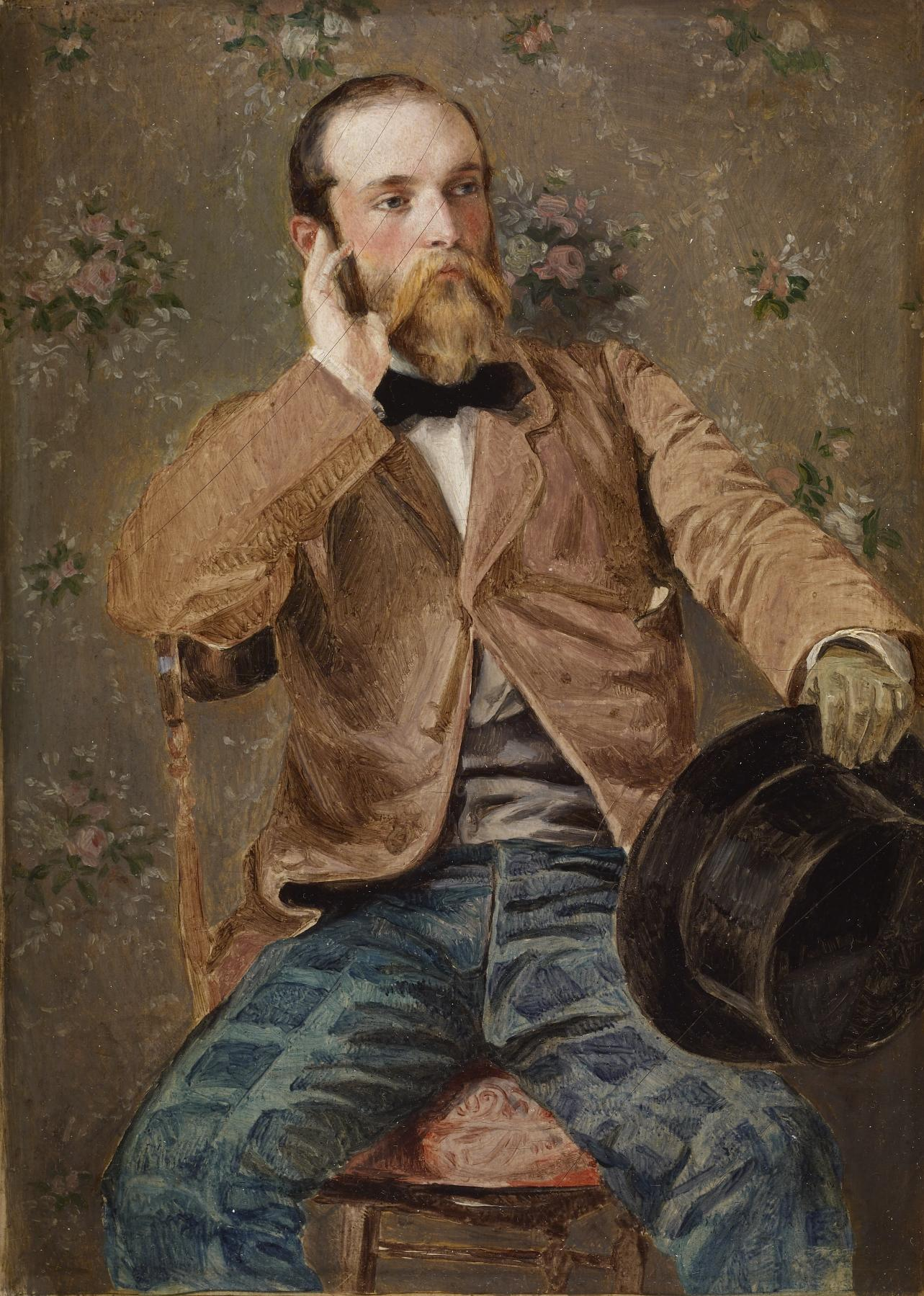
Selbstporträt, 1853

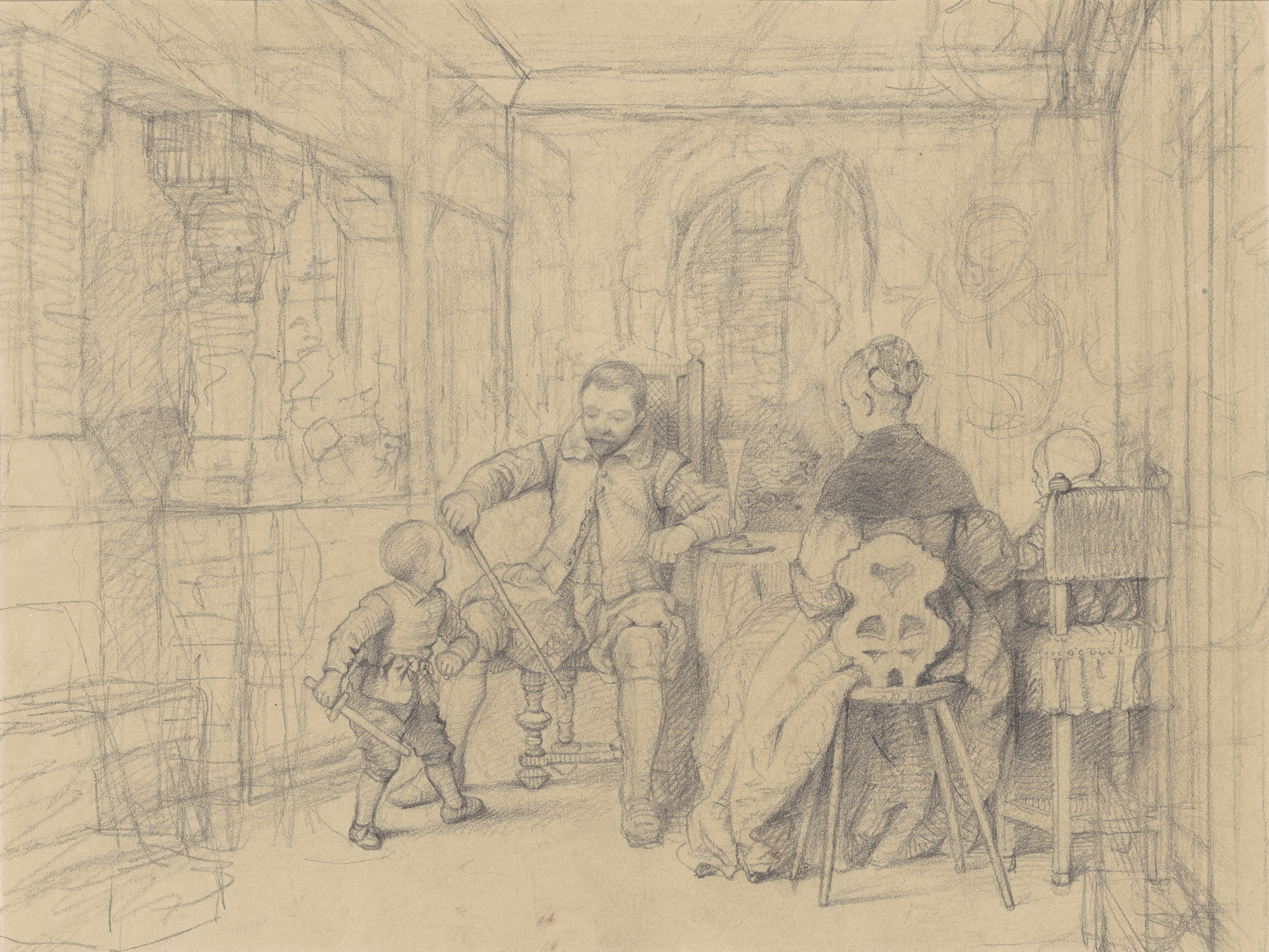
Richard Caton Woodville mit Ehefrau, Sohn Henry und Tochter Bessie in historischen Kostümen auf der Skizze The Fencing Lesson (Die Fechtstunde), Düsseldorf, um 1849

War News from Mexico, 1848

Richard Caton Woodville (* 30. April 1825 in Baltimore; † 13. August 1855 in London) war ein US-amerikanischer Maler der Düsseldorfer Schule.

## Leben
Woodville, zweites von fünf Kindern des Kaufmanns William Woodville V. und dessen Ehefrau Elizabeth, lebte bis 1845 in Baltimore, wo er in den behüteten Verhältnissen einer wohlhabenden Familie aufwuchs. Seine Vornamen waren eine Referenz seiner Eltern an Richard Caton (1763–1845), seinen Großonkel, der Baumwollhändler, Geologe und Namensgeber der Stadt Catonsville war und 1787 eine Tochter Charles Carrolls, eines der Gründerväter der Vereinigten Staaten, geheiratet hatte.
Von 1842 an studierte Woodville an der University of Maryland Medizin, doch schon zu dieser Zeit zeichnete und malte er. Möglicherweise erhielt er eine malerische Ausbildung schon am St. Mary’s College bei Samuel Smith, Joseph Hewitt oder auch bei Alfred Jacob Miller (1810–1874). Im Januar 1844 heiratete er in erster Ehe seine Jugendliebe, Mary Theresa Buckler, die Tochter eines angesehenen Arztes.
1845 ging er mit seiner Frau nach Düsseldorf, wo er nach kurzem Besuch der Kunstakademie bis etwa 1851 Privatschüler Karl Ferdinand Sohns war. Dort wurde Woodville besonders von der Genremalerei Johann Peter Hasenclevers und dessen Vorliebe für die Typisierung durch Karikatur inspiriert. Mit seinem Landsmann Emanuel Leutze bereiste er im Jahr 1846 von Düsseldorf aus Amsterdam, um sich  mit der niederländischen Malerei vertraut zu machen. Während der Düsseldorfer Studienjahre schickte er mehrere Gemälde in die Vereinigten Staaten. Im Atelier von Karl Ferdinand Sohn lernte Woodville die Malerin Antoinette Marie Schnitzler, genannt Tony, Tochter des Düsseldorfer Baumeisters und Stadtverordneten Anton Schnitzler kennen, welche ihn 1849 porträtierte. Um 1850 verließ ihn seine Ehefrau mit den Kindern Heinrich (* 1845), genannt Henry, und Anne Elisabethe Charlotte (* 1848), genannt Bessie, und kehrte zu ihrer Familie nach Baltimore zurück. Richard Caton Woodville zog in den Gasthof der Witwe Schleger „Zum Prinzen von Preußen“, Königsallee 51.
Im Jahre 1851 ging er, begleitet von Antoinette Schnitzler († um 1879/1880), zuerst nach Paris und dann nach England. Anfang 1853 wurde in London beider Tochter Alice Elizabeth Mary Woodville geboren.
Richard Caton Woodville starb im Sommer 1855 an einer Überdosis Morphin, die er in seiner Wohnung in der Stanhope Street Nr. 45 in London-Camden versehentlich oder absichtlich zu sich genommen hatte. Die Presse berichtete, dass er die Überdosis versehentlich zu sich genommen habe. Antoinette Schnitzler, die er am 28. Februar 1854 in der St.-Georg-Kirche zu London-Bloomsbury geheiratet hatte, gebar am 7. Januar 1856 Richard Caton Woodville junior (1856–1927), seinen Sohn, der später ebenfalls an der Kunstakademie Düsseldorf studierte, aber als Kriegsmaler bekannt wurde und vor allem Schlachtenbilder malte.
Die Witwe Antoinette, nun Woodville, ging zuerst nach St. Petersburg und 1859 zurück nach Düsseldorf, wohnte bis 1874 im Haus Alleestraße 20, ab 1875 in der Rosenstraße Nr. 20, dann Nr. 42.

## Werke
Werke Woodvilles befinden sich im Besitz der Maryland Historical Society und des Walters Art Museums, im Detroit Institute of Arts, der Corcoran Gallery of Art, dem Crystal Bridges Museum of American Art und in zahlreichen anderen öffentlichen Sammlungen. Woodville malte häufig Bilder mit sozialem und politischem Bezug, Genrestücke, die bei Sammlern schon zu seinen Lebzeiten begehrt waren. Vertraut waren seine Werke insbesondere den Mitgliedern der American Art-Union in New York City, weil viele seiner Bilder dort ausgestellt, in Umlauf gebracht und als Stiche reproduziert wurden. Das Markenzeichen des Malers auf vielen seiner Gemälde war ein roter Spucknapf aus Blech.
Aufgrund kurzer Lebensspanne hinterließ er ein vergleichsweise kleines Œuvre, in dem folgende Bilder als Hauptwerke gelten:
- The Card Players, 1846
- War News from Mexico, 1848
- Politics in an Oyster House, 1848
- Old ’76 and Young ’48, 1849
- Waiting for the Stage, 1851
- The Sailor’s Wedding, 1852